# Gran Mezquita de Salé

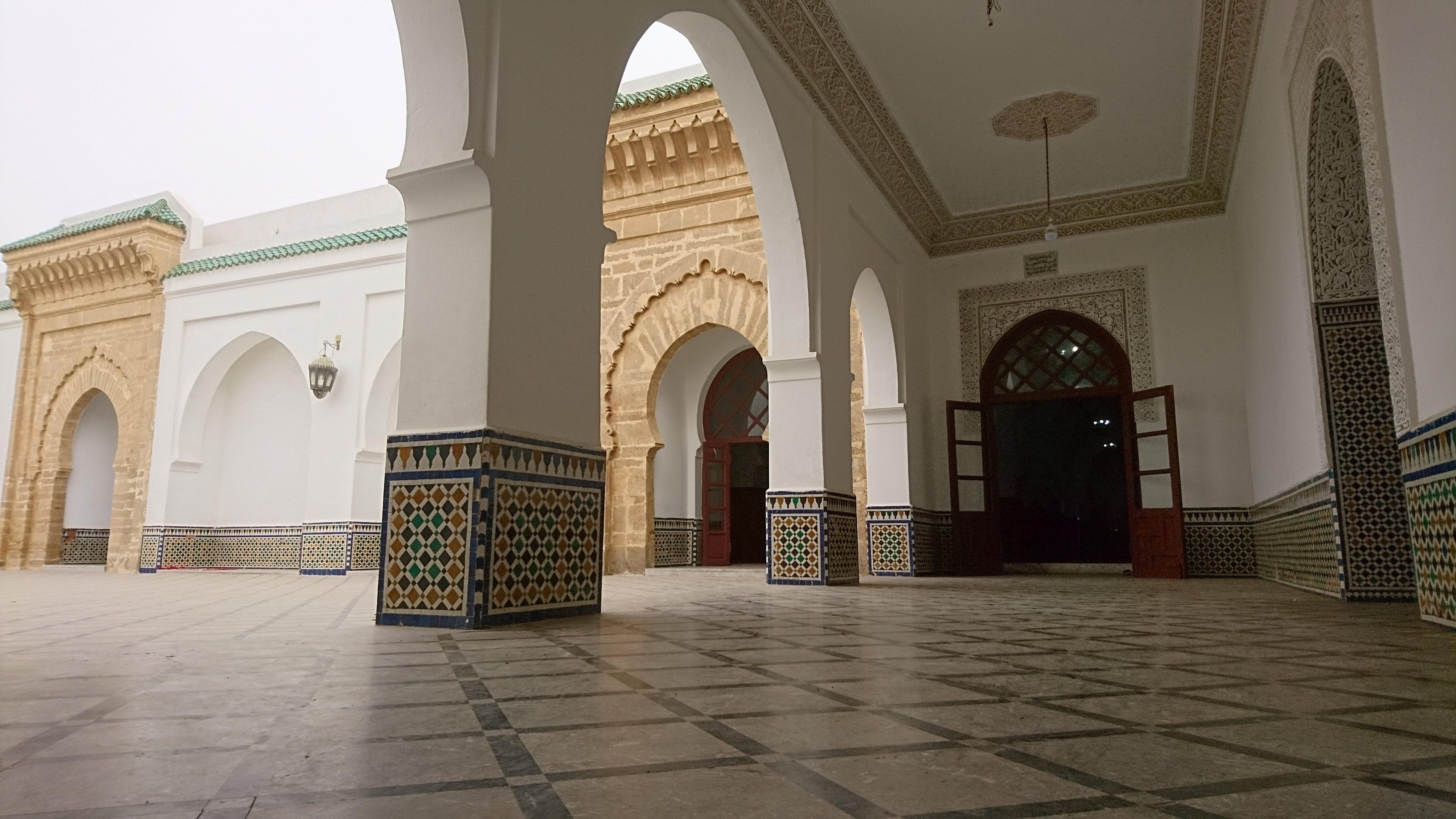
Sala de la Gran Mezquita de Salé

La Gran Mezquita de Salé (en árabe: الجامع الأعظم‎, romanizado: al-Jama' al-A'dam) también conocida como la Mezquita al-Tal'a, es la mezquita aljama de la ciudad de Salé, Marruecos. Con una superficie de 5070 m² es la tercera mezquita más grande de Marruecos y fue construida originalmente entre 1028 y 1029. Ha sido destruida y reconstruida varias veces desde la construcción de origen. Fue construido en los estilos arquitectónicos almorávide y almohade y la mezquita contaba con nueve arcos. Fue severamente dañada en el Bombardeo de Salé de 1851, y fue cerrada brevemente durante el protectorado francés de Marruecos.

## Historia
La Gran Mezquita de Salé fue construida bajo las órdenes de Temim Ibn Ziri, jefe de la tribu bereber Beni Ifren desde 1028 hasta 1029, y fue restaurada y ampliada en 1196 bajo las órdenes del califa almohade Abu Yúsuf Yaacub al-Mansur, lo que la convirtió en la tercera mezquita más grande de Marruecos, después de la Mezquita Hassan II en Casablanca y la mezquita de la Universidad de Qarawiyyin en Fez. Ha sido destruida y reconstruida muchas veces desde esa fecha.
Según el historiador Abd Al-Mun'im Al-Hasidi, 700 esclavos franceses participaron en la reconstrucción bajo las órdenes de al-Mansur, y la reconstrucción agregó una madrasa en el área circundante y suministró un lugar con agua que trajo de la fuente In Barka à la Mamora. En 1260, Salé se produjo la batalla de Salé entre la flota castellana del rey Alfonso X el Sabio y los musulmanes del puerto marroquí de Salé durante el Sultanato benimerín, la ciudad fue ocupada por las fuerzas castellanas y 3,000 mujeres, niños y ancianos residentes de la ciudad se reunieron en la mezquita y fueron capturados y conducidos como esclavos para enviar a Sevilla.
En 1851, Salé fue bombardeada por las fuerzas francesas enviadas por Napoleón III y al mando del almirante Louis Dubourdieu, y la mezquita fue severamente dañada después de ser alcanzada por seis balas de cañón.
Durante el protectorado francés en Marruecos, la mezquita fue utilizada para reuniones nacionalistas en la década de 1930, dirigida por personas como Said Hajji, Ahmed Maâninou, Boubker el-Kadiri y Abu Bakr Zniber.
Durante el protectorado francés de Marruecos ya en la década de 1930, la mezquita fue un lugar de reunión para los nacionalistas de Salé, como Saïd Hajji, Ahmed Maâninou, Boubker el-Kadiri y Abu Bakr Zniber, era el lugar perfecto para despertar la conciencia del sentimiento patriótico de la población. El protectorado francés más tarde cerró la mezquita por un tiempo para evitar el resurgimiento nacionalista.

## Arquitectura

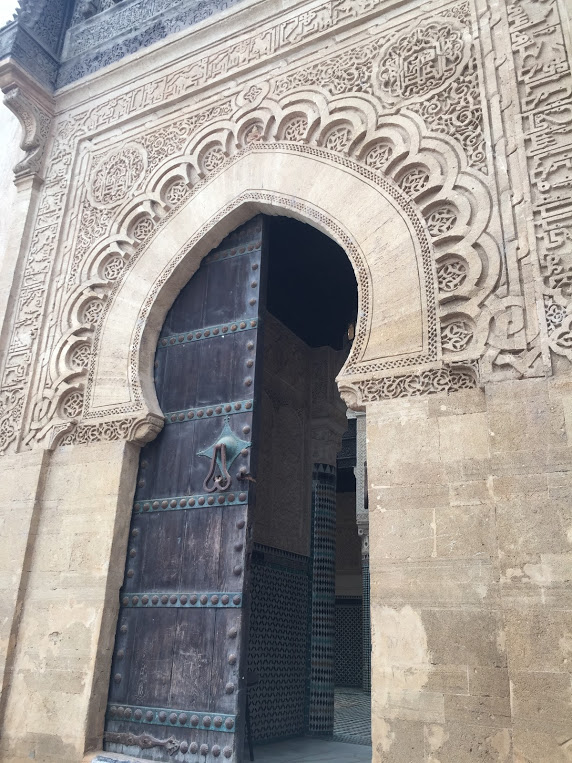
Una de las puertas de entrada

La Gran Mezquita de Salé tiene  una planta trapezoidal como las plantas clásicas de los templos almohades, dispone de nueve puertas que incluyen:
- la principal en el muro de la qibla;[7]
- la monumental, decorada con arcos polilobulados y hechos con piedra de Salé.[8]

El minarete después de haber sufrido diversos ataques, fue reconstruido bajo el mandato del sultán Moulay Adderrahman ibn Hichan en el año 1840, siguiendo la misma arquitectura y diseño en el que fue construido originalmente.